# 伊瓦莉斯聯盟
《伊瓦莉斯聯盟》是由日本遊戲軟件開發公司史克威爾艾尼克斯以中的「伊瓦莉斯」為主題的遊戲開發計劃。本計劃於2006年12月由史克威爾艾尼克斯在東京遊戲展中發表，同期發表的計劃還有最终幻想VII补完计划、新的水晶故事 最终幻想和玛娜世界。

伊瓦莉斯聯盟的官方標誌，是一把劍而劍柄被黃道十三宮的標誌包圍。

本計劃包含4款遊戲：NDS的《最终幻想XII：归来之翼》（最终幻想XII的續篇）、PS2的《最终幻想XII国际版 黄道十二宫职业系统》、PSP的《最終幻想戰略版 獅子戰爭》（最终幻想戰略版的移植版）和NDS的《最终幻想戰略版 A2：封穴的魔法書》（最终幻想战略版Advance的續篇）。

## 概要
史克威爾艾尼克斯於2006年12月13日在東京遊戲展中初次發表伊瓦莉斯聯盟，當中包括《最终幻想XII：归来之翼》及兩款關於最终幻想戰略版的遊戲。當時發表《最终幻想戰略版 獅子戰爭》是一款PS移植至PSP的遊戲，而《最终幻想戰略版 A2：封穴的魔法書》則並未發表遊戲平台，其後才於遊戲雜誌Fami通中發表登陸NDS。
在伊瓦莉斯聯盟公布前，也有设定在伊瓦莉斯世界的作品发售。这些作品在官方意义上没有被列入伊瓦莉斯聯盟，不过仍被视为伊瓦莉斯世界的一部分：《最终幻想XII》，《最终幻想战略版》，《放浪冒险谭》和《最终幻想战略版Advance》。
伊瓦莉斯聯盟计划结束之后，还有一些作品采用了伊瓦莉斯世界观，但也没有被列入伊瓦莉斯聯盟：《水晶守卫者》和《最终幻想战略版S》。
此外，《最终幻想XIV：红莲之狂潮》的“重返伊瓦莉斯”副本包含了大量对伊瓦莉斯世界观的引用和致敬。故事由伊瓦莉斯联盟多款游戏的制作人松野泰己亲自撰写。下一个资料片《最终幻想XIV：暗影之逆焰》延续了这一故事线，并引入《最终幻想XII》中的维埃拉族作为可选种族。不过官方没有承认《最终幻想XIV》的世界和伊瓦莉斯世界有任何关联。

## 遊戲

### 最终幻想XII：归来之翼
是一款NDS的角色扮演遊戲，是最终幻想XII的續篇遊戲，故事接續前作主角梵、潘妮蘿及空賊們橫渡伊瓦莉斯的故事。像最终幻想XII一樣，可以編排一些自動動作，而玩家要以觸控式螢幕輸入指令。

### 最终幻想戰略版 獅子戰爭
是一款PSP的角色扮演遊戲，是移植自1997年發售的PS遊戲最终幻想戰略版。遊戲利用了PSP的16:9寬螢幕，增加遊戲過場動畫及改進音樂。在遊戲中，玩家扮演一位年輕的貴族騎士蘭薩·貝歐伍夫（Ramza Beoulve），因被斷言暗殺高級的教職人員而被當成異教徒，於是他為了找出真相而開旅程。

### 最终幻想XII国际版 黄道十二宫职业系统
是一款PS2平台的角色扮演遊戲，是《最终幻想XII》的国际版。最重要的改变是将原版的单一执照盘改为12个执照盘，每个执照盘各对应一个星座与职业。游戏战斗系统也有调整，如玩家可以控制临时角色和召唤兽，按L1键可以加速游戏。此外版新增了三种模式：“强模式”、“弱模式”（角色不获得经验）和“挑战模式”（玩家在100个地图中猎杀怪物，获得道具与金钱）。

### 最终幻想戰略版 A2：封穴的魔法書
是一款NDS的角色扮演遊戲，是最终幻想战略版Advance的續篇遊戲。

## 其他相關條目
- 最终幻想VII补完计划
- 新的水晶故事 最终幻想
- World of Mana
- 最终幻想XIV（重返伊瓦莉斯）

## 外部連結
- （日語）最终幻想XII：归来之翼官方網站 （页面存档备份，存于）
- （日語）最终幻想戰略版 獅子戰爭官方網站 （页面存档备份，存于）
- （日語）最终幻想战略版A2：封穴的魔法书官方網站 （页面存档备份，存于）